# Werner Schulemann

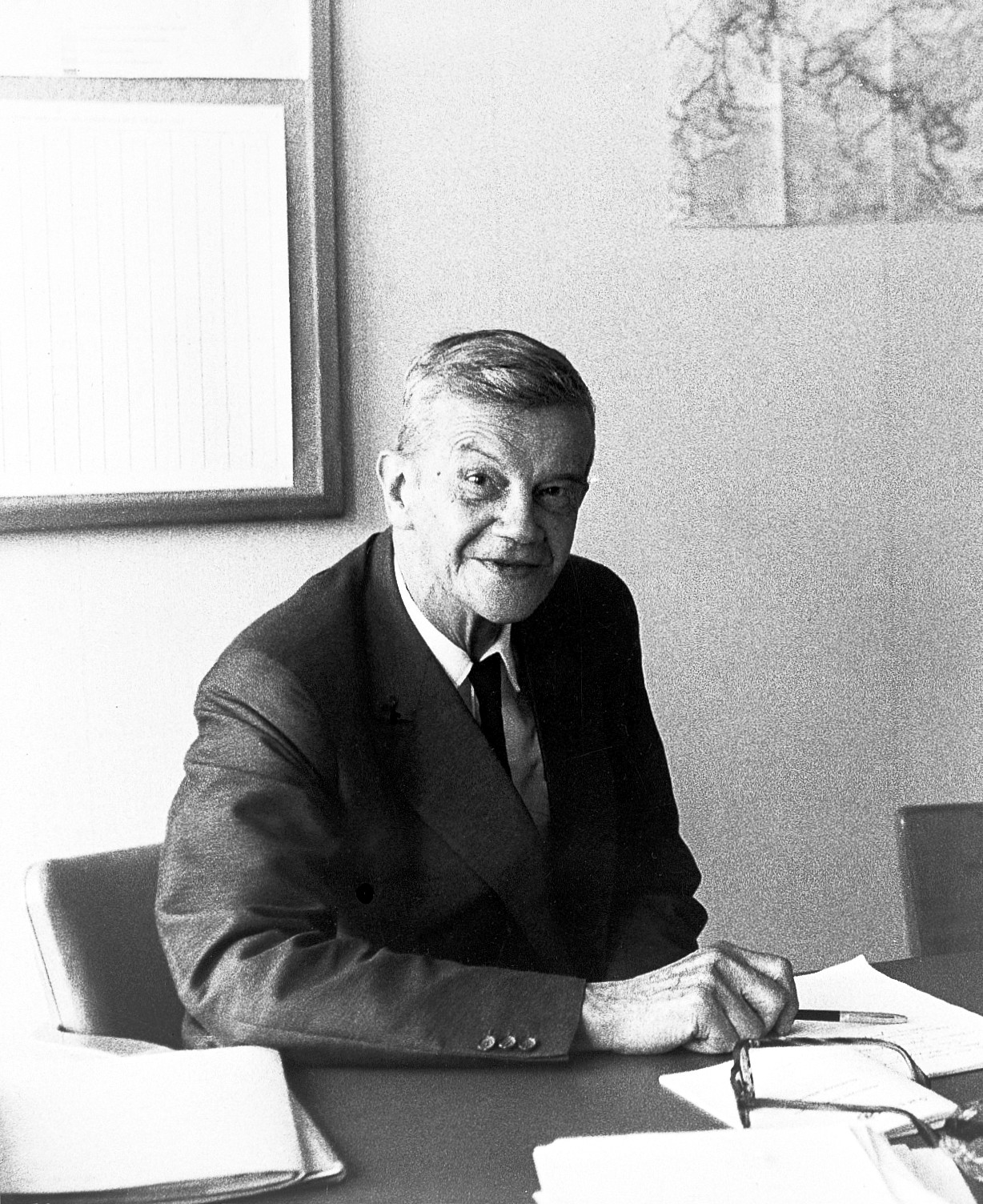
Werner Schulemann

Werner Schulemann (* 4. Mai 1888 in Neisse; † 20. Juni 1975 in Bonn) war ein deutscher Pharmakologe. Er wirkte von 1938 bis 1955 als Professor an der Universität Bonn und beschäftigte sich insbesondere mit der Entwicklung von Arzneistoffen zur Behandlung von Malaria. Für seine Forschungsleistungen wurde er 1939 in die Leopoldina aufgenommen und 1969 mit der Schmiedeberg-Plakette ausgezeichnet.

## Leben
Werner Schulemann wurde 1888 in Neisse geboren und studierte Medizin und Chemie an den Universitäten Freiburg sowie Breslau. In Breslau erlangte er 1913 die naturwissenschaftliche und ein Jahr später die medizinische Promotion. Nach Militärdienst als Chirurg während des Ersten Weltkrieges war er ab 1919 in der Forschungsabteilung der I.G. Farbenindustrie tätig, ab 1930 gehörte er zum Vorstand der Firma.
Im Jahr 1931 wurde er Professor an der Medizinischen Akademie Düsseldorf. Sechs Jahre danach übernahm er an der Universität Bonn zunächst eine Lehrstuhlvertretung und ab Februar 1938 eine ordentliche Professur für Pharmakologie. Werner Schulemann, der im Juni 1937 der NSDAP beitrat, fungierte bis zum Ende des Zweiten Weltkrieges auch als Dekan der medizinischen Fakultät. Das Amt des Universitätsrektors lehnte er 1944 jedoch ab, da er eine „zu nahe Berührung mit der nationalsozialistischen Führerschaft“ vermeiden wollte.
Nach Kriegsende wurde er im Zuge der Entnazifizierung zunächst als „Mitläufer“ eingestuft und des Instituts verwiesen. 1948 konnte er nach einer Einstufung als „entlastet“ in seine Position an der Universität Bonn zurückkehren, an der er dann bis zu seiner Emeritierung im Jahr 1955 tätig war. Er starb 1975 in Bonn.

## Wissenschaftliches Wirken
Schwerpunkte des wissenschaftlichen Interesses von Werner Schulemann waren die Vitalfärbung, organische Quecksilberverbindungen, die chemische Synthese von Arzneistoffen sowie die Pharmakokinetik. Dabei widmete er sich langjährig insbesondere der Entwicklung von chemotherapeutisch wirksamen Substanzen zur Behandlung der Malaria, darunter in den 1920er Jahren unter dem Namen Plasmochin das erste synthetisch hergestellte Malariamittel. Beteiligt waren daran bei Bayer auch Wilhelm Roehl, Fritz Schönhöfer und August Wingler. In den Jahren 1952/1953 fungierte er als Vorsitzender der Deutschen Pharmakologischen Gesellschaft (DPG).

## Auszeichnungen
Werner Schulemann gehörte ab 1934 der Royal Society of Medicine sowie ab 1939 der Leopoldina an und erhielt 1928 die Emil-Fischer-Medaille, 1940 die Bernhard-Nocht-Medaille und 1969 von der DPG die Schmiedeberg-Plakette. Darüber hinaus verliehen ihm mehrere Universitäten die Ehrendoktorwürde.